# 新選国語辞典
『新選国語辞典』（しんせんこくごじてん）は、小学館が発行する日本の小型国語辞典。1959年に初版が発行され、小型国語辞典として長い歴史を持つ。アクセント表記や、見出しの書体で和語と漢語を区別していることが特徴とされ、巻末の見返し部分に収録語の内訳をデータとして示す。最新版は2022年に発行された第10版で、収録語数は約9万4000語。

## 歴史
1959年初版発行。金田一京助と佐伯梅友の連名で書かれた初版「編者のことば」には、「高校生・中学生の学習国語辞典として、また一般社会生活上の必要に応ずる国語辞典として、ほんとうに役にたつものを作ろうと、わたくしどもは数年間にわたって、編集の仕事を続けてきました」と書かれており、「高校生・中学生の学習国語辞典」を目指して編集されていたことがわかる。
編者は初版の金田一京助と佐伯梅友に加え、1962年の改訂版から今井正視と大石初太郎、1982年の常用新版から野村雅昭、第9版から木村善之が務めている。

## 特色・評価
収録語数は約9万4000語と多い反面、語釈は極めて簡潔である。
アクセントを示していることや、見出しの書体で和語と漢語を区別していることが大きな特徴である。ながさわによると、「見出しでは、和語がアンチック体、ゴシック体になっており、現在刊行されている辞書では唯一和語と漢語が区別されています」とされており、今野はこうした方針を「語種としての漢語をはっきりと認識するということは、『漢字をしっかりとおさえる』ということとつながっており、一貫している『哲学』といってよい」と評価する。
また、学習を念頭に置いているためか、基本的な古語のほか、国語科に関わる主要な人名や文学作品名も採録している。実際に編者の木村は、第10版刊行時のインタビューにおいて「初版の刊行のことばで『高校中学の全ての学習に必要な言葉を取り入れる』とうたっているように、中高生、さらに社会人もターゲットになります。古語や季語も入っているので、趣味で俳句や短歌を作っている人たちにも使っていただけているようです」と述べている。
巻末の見返し部分に示された収録語の内訳は珍しく、編者の野村は「類書にはない特色であるとともに、編者の一語一語へのいとおしみの集積でもある」としている。